# Batalla més enllà de les estrelles
Batalla més enllà de les estrelles (títol original en anglès: Battle Beyond the Stars) és una pel·lícula estatunidenca dirigida per Jimmy T. Murakami, estrenada el 1980 i doblada al català. És un remake del film Shichinin no Samurai d'Akira Kurosawa.

## Argument
Els agricultors del pacífic planeta Akir (anomenat en honor dels "Set Samurais" d'Akira Kurosawa) són amenaçats pel tirà de l'espai Sador i el seu exèrcit de mutants, el Malmori. La immensa nau de Sador porta una arma anomenada "Stellar Converter", que transforma literalment planetes en petits sols, destruint tota vida sobre la seva superfície. Amenaça d'utilitzar el convertidor al planeta llevat que el poble d'Akir se li sotmeti quan torni a Akir en alguns dies. Zed, l'últim guerrer Akira, ara vell i cec, suggereix que es reclutin mercenaris per protegir el planeta. A falta de recursos preciosos, Akira no pot oferir sinó aliments i un refugi de pagament. Impossibilitat d'anar ell mateix, Zed ofereix el seu vaixell, Nell, pel treball si poden trobar un pilot. Un jove anomenat Shad recluta mercenaris. Shad inicia el seu vol ignorant que Sador ha deixat un combatent per vigilar el planeta.

## Repartiment
- Richard Thomas: Shad
- Robert Vaughn: Gelt
- John Saxon: Sador
- George Peppard: Cowboy
- Darlanne Fluegel: Nanelia
- Sybil Danning: Saint-Exmin
- Sam Jaffe: Dr. Hephaestus
- Jeff Corey: Zed
- Morgan Woodward: Cayman
- Marta Kristen: Lux
- Earl Boen: Nestor 1
- John D. Gowans: Nestor 2
- Steve Davis: Quopeg
- Lawrence Steven Meyers: Kelvin 1
- Lara Cody: Kelvin 2
- Lynn Carlin: Nell (veu)

## Nominacions
- 1981: Premi Saturn a la millor pel·lícula de ciència-ficció